# Caph
Caph eller Beta Cassiopeiae (β Cassiopeiae, förkortat Beta Cas or β Cas), som är stjärnans Bayer-beteckning, är en ensam stjärna i den västra delen av stjärnbilden Cassiopeia. Den har en genomsnittlig skenbar magnitud på +2,28 är synlig för blotta ögat och är en av de fem stjärnor som utgör "W" av Cassiopeia, i anslutning till den något ljusare Schedar (Alfa Cassiopeiae). Baserat på parallaxmätningar i Hipparcos-uppdraget på 50,6 mas beräknas den befinna sig på ca 60 ljusårs (17 parsek) avstånd från solen.

## Nomenklatur
Beta Cassiopeiae har de traditionella namnen Caph (från det arabiska ordet كف kaf, "Palm"), chaph och kaff, liksom Al-Sanam Al-nakah "kamelens puckel". Ursprungligen var den pre-islamiska arabiska termen Al-kaff Al-Khadib "den färgade handen" som hänvisade till de fem stjärnor som utgör "W" i Cassiopeia, och avbildade en hand fläckig av henna. Termen var förkortad och på något sätt kom den att beteckna endast Beta Cassiopeiae. Den gamla "färgade handen" var en del av en asterism som kallades Thuraya som sträckte sig från Plejaderna, vilket betecknade "huvudet", genom stjärnbilderna Oxen och Perseus och i Cassiopeia, medan den andra "handen" fanns i stjärnbilden Valfisken.
År 2016 organiserade Internationella astronomiska unionen en arbetsgrupp för stjärnnamn (WGSN) med uppgift att katalogisera och standardisera riktiga namn för stjärnor. WGSN:s första bulletin av juli 2016 innehåller en tabell över de första två satserna av namn som fastställts av WGSN där också Caph ingår som namn för Beta Cassiopeiae.

## Egenskaper
Caph är en gul till vit jättestjärna av spektralklass F2 III C. Den har en massa som är ca 1,9 gånger solens massa, en radie som är ca 3,5 gånger större än solens och utsänder ca 27  gånger mera energi än solen från dess fotosfär vid en effektiv temperatur på ca 7 100 K. Stjärnan roterar vid ca 92 procent av sin kritiska hastighet med 1,12 rotationer per dygn. Detta ger stjärnan en något tillplattad form med en ekvatorialradie som är 24 procent större än polarradien. Denna form gör att polarområdet har en högre temperatur än ekvatorn med en temperaturskillnaden är ca 1 000 K. Rotationsaxeln lutar ca 20° mot siktlinjen från jorden.
Caph är en variabel av Delta Scuti-typ, som varierar i ljusstyrka 2,25 - 2,31 med en period av 2,5 timmar och är den näst ljusaste av sådana stjärnor i himlen efter Altair. Den ansågs en gång vara en spektroskopisk dubbelstjärna med en svag följeslagare i en 27-dygns omloppsbana, men den anses nu vara en ensam stjärna.